# 圣灯山镇
圣灯山镇，是中华人民共和国重庆市巴南區下辖的一个乡镇级行政单位。目前的跳石鎮包含原跳石鄉、石林鄉、陳家鄉、石廟鄉和仁流鄉的肖家村、大佛村所屬行政區域。
2016年8月4日，重庆市人民政府批复同意跳石镇更名为圣灯山镇。

## 沿革
- 跳石鄉：民國十九年設跳石鄉。1952年劃出部分村歸石嶺、高灘兩鄉。1954年又將林基村劃歸陳家鄉。1955年高灘鄉撤銷，大部分村併入，1956年石嶺鄉撤銷，將部分村併入。1958年成立跳石公社。1961年將原石嶺鄉部分村歸還。轄沿灘（興隆）、毗爐、碾坪、黃泥、回龍、瓦房、新屋（興無）、永隆、半山、黃坪（黃金）、石高（埡口）、大溝、石塆（石壩）、岩壁（涼水）、蔡家、二佛（五一）、兩河17個行政村。後又轄高家村。
- 石嶺鄉：1952年，由跳石，石廟兩鄉各劃分出部分村建立石嶺鄉，以地處石嶺崗得名。1956年石嶺鄉撤銷，分別併入跳石，陳家兩鄉。1961年恢復原鄉轄區成立石嶺公社。轄石嶺（新市）、吳家、苦竹、碉樓、桂花坪5個行政村。
- 陳家鄉：民國十九年(1930)建陳家鄉，以當時駐地陳家壩得名(此壩陳姓居多)。1954年調整區劃，該鄉一至五村（東獄、大佛、古佛、後壩、新田、觀音等村和牛欄村的3個鄰）劃歸綦江縣[3]。同時將石廟鄉第五村和跳石鄉林基村劃入。駐地由陳家壩遷至現在駐地太平場。1956年又將石嶺鄉部分村併入。1958年為陳家公社。1961年將原石嶺鄉部分村歸還。轄梁崗（太平）、楠木園（牛欄）、楒栗、尖山（五通）、林家、石橋鋪（大田）、白瓦、林基、灘子口（八角）、五馬10個行政村。
- 石廟鄉：明成化五年(1469年)在聖燈山巔建石廟一座名雲壑寺(俗呼聖鐙寺)。後在此山麓建場，故名石廟場。民國十九年設石廟鄉。1952年劃出部分村歸石嶺鄉。1954年又劃出第五村歸陳家鄉。1958年為石廟公社，1993年建聖燈山鎮。轄聖燈山（中心）、關房（磚房）、關口、牛台（上壩）、松林、橫坡（埡口）、洞口（石壩）、天坪、桂花塆（桂花）、楊柳10個行政村。

## 行政区划
圣灯山镇下辖以下地区：
跳石社區、陳家社區、聖燈山社區、兩河村、石林村、大佛村、天坪村、思栗村、梁崗村、灘子口村、沿灘村、永隆村、大溝村、聖燈山村。